# Арзал
Арзал (фр. Arzal) насеље је и општина у северозападној Француској у региону Бретања, у департману Морбијан која припада префектури Ван.
По подацима из 2011. године у општини је живело 1.491 становника, а густина насељености је износила 63,61 становника/km². Општина се простире на површини од 23,44 km². Налази се на средњој надморској висини од 35 метара (максималној 62 m, а минималној 0 m).

## Демографија
| 1962. | 1968. | 1975. | 1982. | 1990. | 1999. | 2011. |
| ----- | ----- | ----- | ----- | ----- | ----- | ----- |
| 862   | 883   | 901   | 877   | 930   | 917   | 1.491 |

График промене броја становника у току последњих година